# Hecho a Mano (álbum de Ysy A)
Hecho a Mano es el segundo álbum de estudio del rapero YSY A. Fue lanzado el 11 de noviembre de 2019, publicado por Espantapájaros Network y distribuido por ONErpm.
Grabado en junio de 2019, y basado enteramente en el trap, el álbum cuenta con la particularidad de no tener colaboraciones ni sencillos, y que cada canción es producida por un productor diferente. A diferencia de su predecesor, Antezana 247, Hecho a Mano no es un álbum conceptual ni tan experimental, pero tuvo una recepción crítica más exitosa que el álbum anterior.

## Trasfondo, producción y promoción
Luego de irse de la localidad que tenían alquilada en Caballito, conocida como la Mansión, junto a los otros integrantes, Duki y Neo Pistea, YSY A buscó renovarse musicalmente, y por lo tanto dejó de lado su proyecto con Modo diablo. Se mudó a una isla del Tigre, donde vivió por dos semanas, donde buscó inspiraciones de artistas que rompieron esquemas, con álbumes icónicos de la música popular argentina, como Bocanada de Gustavo Cerati, Almendra I, Desatormentándonos de Pescado Rabioso, y María de Buenos Aires de Astor Piazzolla.
Hecho a Mano fue anunciado el 1 de noviembre de 2019 en el documental del Modo Demoledor Tour, una gira que Acosta hizo por Argentina, Uruguay, México y Chile entre junio y julio de 2019. En el documental, Acosta cuenta en una entrevista que había estado grabando en los estudios de los mejores productores de Argentina, y que un amigo le hizo darse cuenta de que tenía que componer un disco con esas canciones. La portada del álbum es una remera estampada por el propio Acosta, que repartió durante esa gira, y de ahí sacó el concepto del título.
El 20 de diciembre Ysy A estrenó el álbum con un concierto en vivo en Colta.

## Música y recepción
Acosta mencionó entre sus principales aspiraciones para realizar el álbum a Travis Scott, Julio Sosa, y Luis Alberto Spinetta, comentando: "El disco tiene esa mezcla de un sonido trap, lo más moderno, digital y fuerte, bien intenso y nuevo, con una mezcla de poesía muy de Buenos Aires, que es de donde soy." El álbum tuvo una recepción crítica muy positiva, con la mayoría de aficionados resaltando la creatividad y versatilidad de la música y la composición del disco. José Fajardo, del diario El Mundo, comentó: "Con su segundo disco el rapero demuestra su apetito para seguir creciendo, confirma su vertiginoso flow -tiene un estilo especial a la hora de soltar las letras- y su habilidad para adaptarse a una amplia paleta de sonidos, aliándose con diversos productores".

## Lista de canciones

#### Lista de canciones deHecho a Mano.[1]
| N.º | Título                  | Duración |  |
| 1.  | «Desfilar mis penas»    |          |  |
| 2.  | «Bardos y verdades»     |          |  |
| 3.  | «Como tiene que ser»    |          |  |
| 4.  | «Calor»                 |          |  |
| 5.  | «Full Ice»              |          |  |
| 6.  | «Negociando por tiempo» |          |  |
| 7.  | «Buenos Aires es amor»  |          |  |
| 8.  | «Donde las luces»       |          |  |
| 9.  | «Tantas tentaciones»    |          |  |
| 10. | «Alma»                  |          |  |
| 11. | «Para sacarmelo»        |          |  |